# Moḩammadābād-e Seyyed
Moḩammadābād-e Seyyed (persiska: محمد آباد سید) är en ort i Iran.   Den ligger i provinsen Kerman, i den sydöstra delen av landet, 1 000 km sydost om huvudstaden Teheran. Moḩammadābād-e Seyyed ligger 791 meter över havet och antalet invånare är 572.
Terrängen runt Moḩammadābād-e Seyyed är platt. Runt Moḩammadābād-e Seyyed är det glesbefolkat, med 14 invånare per kvadratkilometer. Närmaste större samhälle är Fahraj, 19,9 km öster om Moḩammadābād-e Seyyed. Trakten runt Moḩammadābād-e Seyyed är ofruktbar med lite eller ingen växtlighet.